# Chucho Castillo
Jesús „Chucho” Castillo Aguilera (ur. 17 czerwca 1944 w Nuevo Valle de Moreno, zm. 15 stycznia 2013 w Meksyku) – meksykański bokser, zawodowy mistrz świata kategorii koguciej.
Rozpoczął karierę boksera zawodowego w 1962. W 1967 zdobył tytuł mistrza Meksyku w wadze koguciej, którego bronił kilkakrotnie z powodzeniem. Pokonał znanego boksera z Kolumbii Bernardo Caraballo przez nokaut w 8. rundzie 14 października 1967 w Meksyku oraz swego rodaka Jesúsa Pimentela na punkty 14 czerwca 1968 w Inglewood.
6 grudnia 1968 w Inglewood zmierzył się w walce o tytuł mistrza świata federacji WBA i WBC w wadze koguciej z obrońcą pasa Lionelem Rose z Australii, przegrywając niejednogłośnie na punkty po 15. rundach. Werdykt wywołał oburzenie widowni, która składała się głównie z Meksykanów i spowodował zamieszki. Castillo pokonał 15 lutego 1969 w Monterrey przyszłego mistrza świata Rafaela Herrerę przez techniczny nokaut w 3. rundzie.
Kolejny pojedynek o pas mistrza świata wagi koguciej Castillo stoczył 18 kwietnia 1970 w Inglewood ze swym rodakiem Rubénem Olivaresem, który w międzyczasie odebrał tytuł Rose’owi. Olivares wygrał po 15 rundach na punkty. W walce rewanżowej Castillo odebrał Olivaresowi pas mistrzowski, wygrywając 16 października tego roku w Inglewood przez TKO w 14. rundzie. Olivares odzyskał tytuł w trzeciej walce z Castillo 2 kwietnia 1971, która, jak poprzednie, toczyła się w Inglewood, wygrywając na punkty.
Castillo kontynuował karierę do 1975. Ze znanych pięściarzy pokonał Rafaela Ortegę (14 września 1974 w Meksyku na punkty), a przegrał z Rafaelem Herrerą (23 maja 1971 w Inglewood na punkty), Enrique Pinderem (11 listopada 1972 w Inglewood na punkty), Bobbym Chaconem (28 kwietnia 1973 w Inglewood przez TKO w 10. rundzie) i Dannym „Little Red” Lopezem (24 kwietnia 1975 w Los Angeles przez TKO w 2. rundzie).
Zmarł na zawał serca 15 stycznia 2013 w mieście Meksyk.